# Lapide

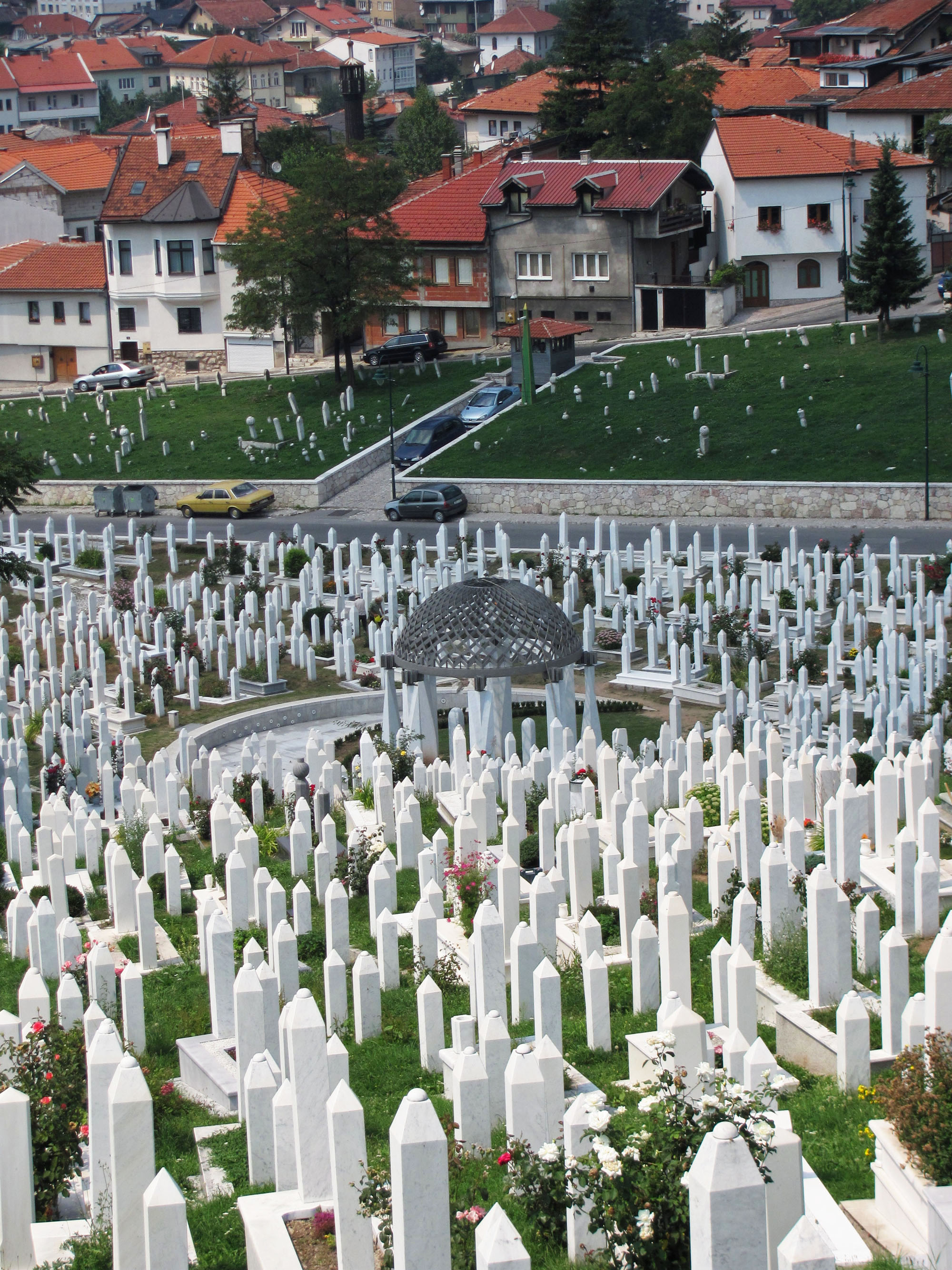
Cimitero islamico a Sarajevo

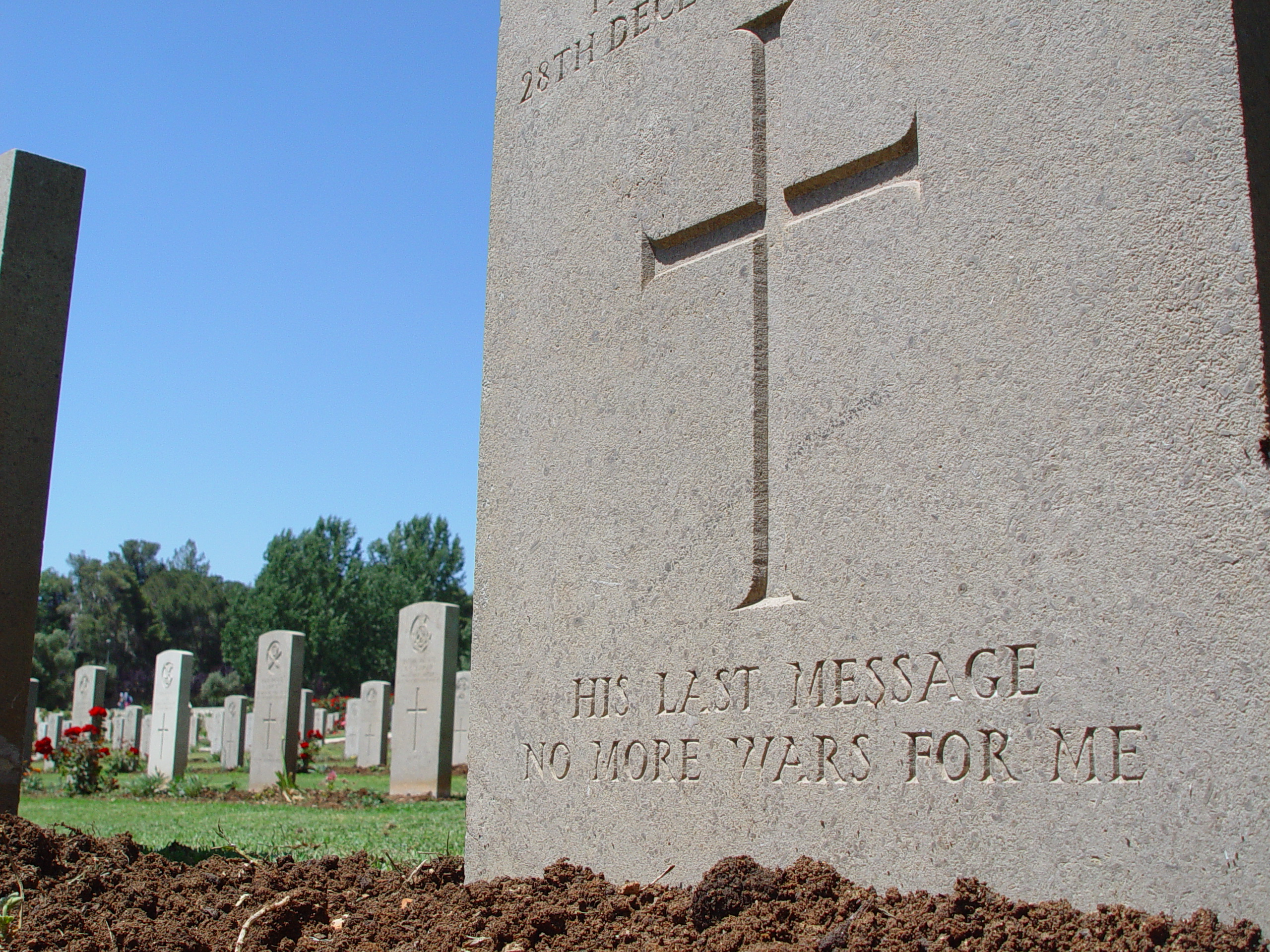
Lapide con un messaggio contro la guerra

Una lapide (dal latino lapis, pietra) è una lastra di pietra incisa. Può essere una stele, una lastra scolpita a rilievo, una pietra con un'iscrizione o anche una pietra che è posta sopra una tomba, che per questo è anche chiamata pietra tombale (con un epitaffio). La lapide può essere anche commemorativa, quando è posta su monumenti o facciate di edifici. 

## Utilizzo
L'utilizzo di una stele, così come è chiamata la lapide in un contesto di archeologia, è una delle forme più antiche di arte funeraria. Originariamente la lapide coincideva con il coperchio della bara o con la bara stessa. Alcune bare del XVIII secolo includevano delle piccole lapidi che indicavano la posizione dei piedi del defunto. 

Lapidi con piccole lapidi ai piedi della tomba

Le lapidi nei cimiteri sono punto di riferimento per esprimere il lutto e il ricordo del defunto. A tal proposito la lapide viene utilizzata anche dopo la cremazione e in questo caso può assumere il nome di placca.
Nelle lapidi tombali il punto in cui è presente la lastra indica la posizione della testa del defunto e la direzione in cui essa è rivolta indica il modo in cui il defunto è stato sepolto. La lapide è tradizionale nelle sepolture delle religioni del cristianesimo, dell'ebraismo e dell'islam, tra le altre.

## Materiali
Un cimitero può seguire codici nazionali o prescrivere in modo autonomo i materiali e le dimensioni di una lapide. I materiali più usati sono il legno (nei primi sei mesi dopo la sepoltura), e poi: granito, marmo, pietra, pietra calcarea, arenaria e ardesia.
Possono essere usati anche metalli come ferro o zinco.

## Incisioni, forme e decorazioni

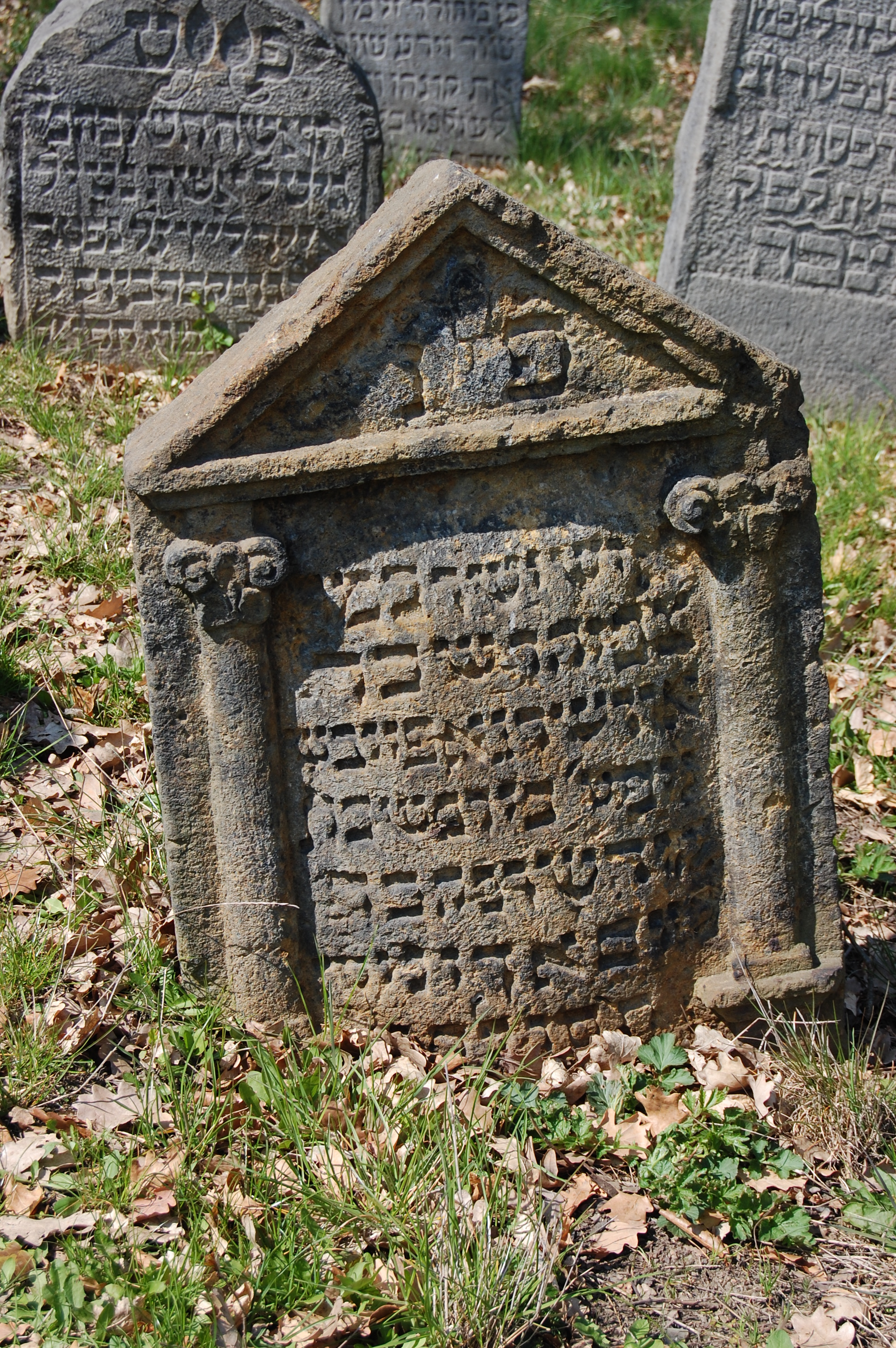
Epitaffio su una lapide di un cimitero ebraico

Nella maggior parte dei casi, sulla lapide, è inciso il nome del defunto, la data di nascita, la data di morte e talvolta anche un messaggio personale o una preghiera. Possono essere presenti anche elementi di arte funeraria come dettagli in bassorilievo. In molte parti d'Europa al nome del defunto si accompagna, ove disponibile, una fotografia. Le lapidi presentano spesso incisioni chiamate epitaffi che onorano e lodano il defunto o che consistono in testi religiosi come RIP.
Riguardo alle forme, le lapidi possono essere lastre la cui parte terminale verticale può assumere diverse forme: rettangolare, semi-circolare, arrotondata, a capanna, ad arco o ad altre forme.
Numerose sono le decorazioni legate alle lapidi e queste possono indicare diversi simboli relativamente alle fedi. Alcuni esempi sono dati dall'angelo del dolore posizionato sulla tomba di William Wetmore Story, da uccelli come la colomba o la rondine, libri che invece indicano la saggezza, da statue di cherubini, parti del corpo (cuore, mani), cristogrammi (spesso IHS), piante come l'edera o rami di quercia, di olivo, di salice piangente o di palma, animali come la pecora (simbolo di purezza), il pavone o il leone (forza), fiori come il giglio (purezza), sirene, cuscini, conchiglie, la stella di David o la scritta Zedaqah (nell'ebraismo), spade incrociate o rotte (simboli rispettivamente di vita persa in battaglia e vita spezzata), torce (vita eterna), triangoli (uguaglianza e Trinità), lettere greche (alpha e omega indicano inizio e fine, chi e rho indicano le prime lettere del nome di Cristo) e urne.
Nel corso del tempo le lapidi vengono sottoposte a fissaggi o manutenzioni per motivi di sicurezza e per evitare l'indebolimento.